# Grundfør
Grundfør is een plaats in de Deense regio Midden-Jutland, gemeente Favrskov, en telt 416 inwoners (2007).